# Bottentjärnen, Härjedalen
Bottentjärnen är en sjö i Härjedalens kommun i Härjedalen och ingår i Ljusnans huvudavrinningsområde. Sjön har en area på 0,0674 kvadratkilometer och ligger 358,1 meter över havet.

## Delavrinningsområde
Bottentjärnen ingår i det delavrinningsområde (688516-142454) som SMHI kallar för Inloppet i Sålnhån. Medelhöjden är 371 meter över havet och ytan är 22,13 kvadratkilometer. Räknas de 8 avrinningsområdena uppströms in blir den ackumulerade arean 162,28 kvadratkilometer. Sålnen som avvattnar avrinningsområdet har biflödesordning 2, vilket innebär att vattnet flödar genom totalt 2 vattendrag innan det når havet efter 239 kilometer. Avrinningsområdet består mestadels av skog (54 procent) och sankmarker (40 procent). Avrinningsområdet har 0,13 kvadratkilometer vattenytor vilket ger det en sjöprocent på 0,6 procent.